# 歌声不断
《歌声不断》（英語：Can't Help Singing）是一部1944年的美国西部歌舞片，由弗兰克·瑞安执导，讲述了一位参议员的女儿在加州淘金热时期和男友的故事。它是狄安娜·窦萍唯一的特藝七彩电影，电影里的同名歌曲由杰罗姆·科恩配乐、叶·哈伯格作词。电影获两项奥斯卡提名，均为音乐类。

## 评价
《洛杉矶时报》称其“令人愉快”（delightful）。《纽约时报》的博斯利·克劳瑟则说虽然窦萍的歌很好听，但影片却显得“俗气”（gaudy）。